# Miracolo eucaristico di Macerata
Il miracolo eucaristico di Macerata è avvenuto nel 1356 nell'omonima città: mentre un sacerdote, che dubitava della reale presenza di Cristo nell'ostia consacrata, celebrava la messa, durante la consacrazione sgorgò del sangue dalla particola, bagnando il calice e il lino usato per detergere il calice stesso.

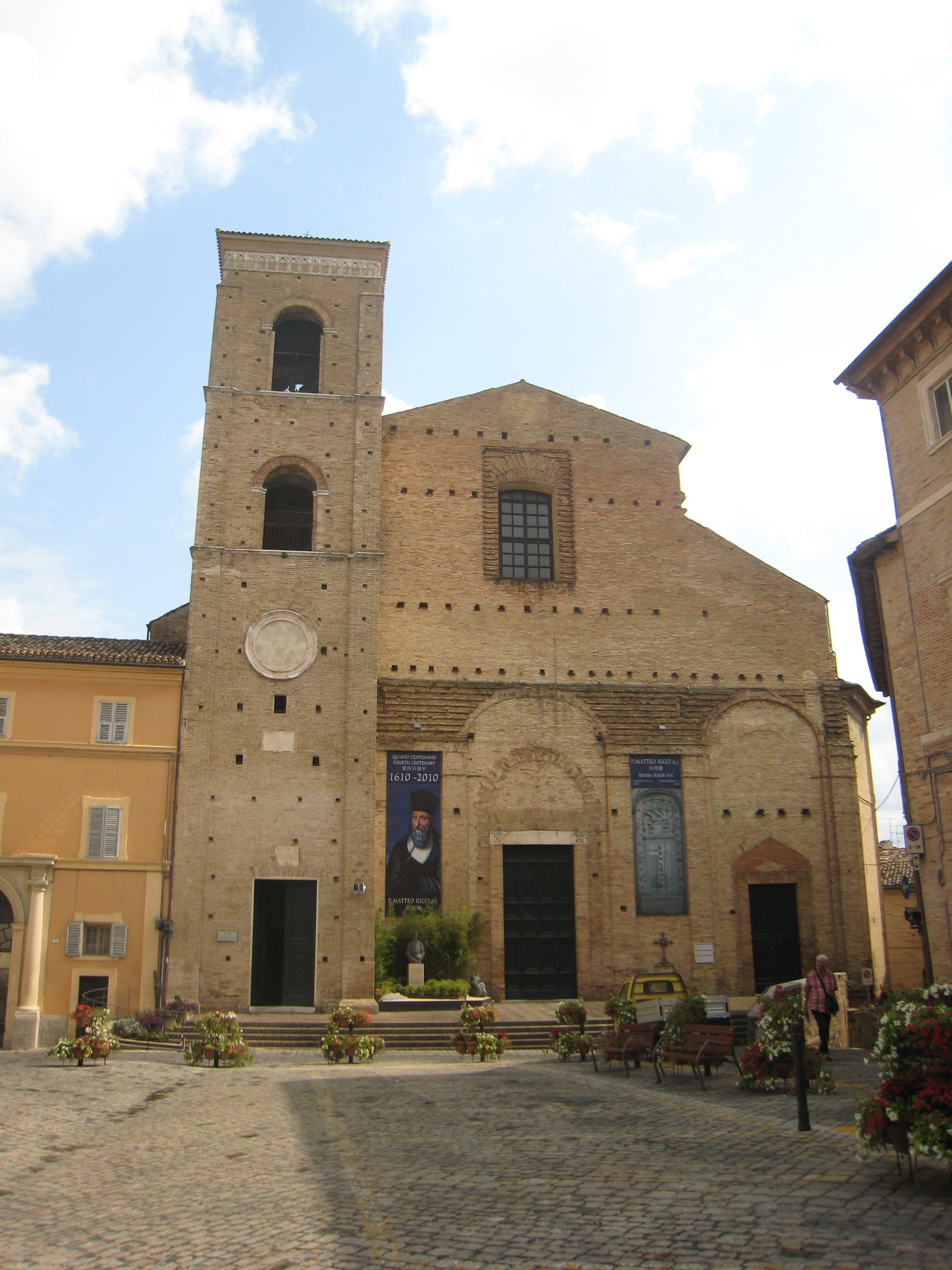
Il duomo di Macerata

## La storia
IIl Miracolo Eucaristico si verificò il 25 aprile 1356 nella chiesa di Santa Maria in Torresana (risalente al 1100 circa) ed ebbe luogo durante la messa del Vespro quando il celebrante - un sacerdote che in un periodo caratterizzato dalle controversie teologiche sul mistero eucaristico aveva espresso i propri dubbi sul fatto che nell'ostia consacrata si avesse l'effettiva presenza del Cristo - al momento di spezzare la particola ne vide sgorgare del sangue che colando nel calice bagnò il corporale di lino usato per detergerlo.
Il sacerdote riferì l'accaduto al vescovo di Macerata Nicolò da San Martino, il quale ordinò che il corporale fosse portato nella Cattedrale e aprì un'indagine sull'episodio. Gli atti canonici dell'epoca relativi all'accaduto non sono arrivati a noi ma è rimasto il lino, ingiallito dal tempo, alla cui estremità fu cucita una "cartula", una pergamena che reca la scritta: "Hic fuit aspersus sanguis D.N.J.C. de calice, die XXV mensis aprilis anno Domini 1356". La reliquia del corporale intriso di sangue e la relativa "cartula" sono conservate nella Cattedrale di Macerata nella Cappella del SS. Sacramento in un'urna d'argento e cristallo donata il 10 agosto 1654 da Orazio Longhi. 
Ogni anno, nella prima domenica dopo Pentecoste, il Corporale veniva portato in processione e, con disposizione del 14 luglio 1649, il Vescovo Papirio Silvestri stabilì che la processione dovesse essere fatta con grande solennità "acciò tanta reliquia sia venerata con la maggiore devozione che si conviene". La processione ebbe luogo fino al 1807 quando le leggi napoleoniche soppressero le Confraternite e proibirono le processioni; passato il regime napoleonico il culto del Corporale si affievolì e la reliquia fu quasi dimenticata fino al 1932, quando l'Arcidiacono Monsignor Scarponi la espose di nuovo alla venerazione dei fedeli. Nel 1952 un accurato studio sul Corporale di Macerata pubblicato dall'Osservatore Romano ne dimostrò l'autenticità accertata attraverso un rigoroso esame critico e scientifico.